# 笠原開盛
笠原 開盛（かさはら かいせい、1995年10月2日 - ）は、日本の元ラグビー選手。

## プロフィール
- 群馬県出身[1]。
- ポジションはセンター(CTB)。
- 身長 180cm、体重 92kg
- ニックネームはかいさん、かいせい[2]。
- 7人制日本選抜に選ばれたことがある[3]。
- U20日本代表に選ばれたことがある[4]。
- ジュニア・ジャパンに選ばれたことがある[5]。

## 略歴
年少からラグビーを始めた。
2014年、桐蔭学園高校卒業後、中央大学に入る。なお桐蔭学園高校時代、高校日本代表に選ばれたことがある。 
2018年、中央大学卒業後、パナソニック ワイルドナイツ(現・埼玉パナソニックワイルドナイツ)に加入。
2022年、現役を引退した。